# Alfredo Demarchi
Alfredo Demarchi (Buenos Aires, 12 de octubre de 1857 - 16 de agosto de 1937) fue un ingeniero, empresario y político argentino, que ejerció como diputado nacional, como vicegobernador de la provincia de Buenos Aires entre 1898 y 1902, y como ministro de Agricultura y Ganadería de su país durante la mayor parte de la presidencia de Hipólito Yrigoyen, entre 1917 y 1922.
Desde el año 2004 su fondo documental se encuentra disponible para la consulta en la biblioteca Max von Buch de la Universidad de San Andrés.

## Biografía
Era hijo de Antonio Demarchi, primer cónsul de Suiza en la Argentina, y de Mercedes Quiroga, hija del caudillo federal Juan Facundo Quiroga.
En 1867 viajó a Berna, Suiza, donde cursó sus estudios primarios y secundarios. En el Instituto Politécnico de Zúrich obtuvo el título de Ingeniero Civil el 28 de marzo de 1878. Durante un tiempo ejerció su profesión en Suiza.
En 1883 regresó a la Argentina y se dedicó a la ganadería: fundó la estancia "El Socorro", ubicada en el Partido de Nueve de Julio, de la provincia de Buenos Aires, y se dedicó a la cría de ganado vacuno de la raza Shorthorn. En marzo de 1885 se casó con Clara Marta Leloir Sáenz Valiente, con quien tuvo seis hijos.
Desde 1906 en adelante, diversificó sus actividades económicas, ingresando en la industria como fundador de la “Sociedad de productos químicos”, establecida en Dock Sud, la “Compañía de Electricidad de la Provincia de Buenos Aires”, la “Compañía Industrial de Electricidad”, “La Teutonia Sociedad Anónima”, productora de electricidad, la “Compañía de Elaboración de Fibras de Lino S.A.”, y la “Compañía del Puerto del Dock Sud”. También incursionó en la actividad financiera, como accionista y directivo del Banco Nacional (en liquidación en esa época), el Banco de Italia y Río de la Plata. También fue presidente de la Compañía Primitiva de Gas, la “Compañía de Tierras de Avellaneda” y la “Compañía de Gas de Buenos Aires”.
Fue presidente de la Sociedad Industrial Argentina durante varios períodos, consejero de la Facultad de Ciencias Económicas de la Universidad de Buenos Aires y académico de la Academia Nacional de Agronomía y Veterinaria.

### Trayectoria política
Adherido a la Unión Cívica desde poco después de la Revolución del Parque, se afilió luego a la Unión Cívica Radical. Participó en la Revolución de 1893, en carácter de comisionado municipal de la ciudad de Buenos Aires. Pese a la postura abstencionista de la mayoría del partido, adhirió a la minoritaria, que sostenía la participación en elecciones. Fue diputado nacional entre 1894 y 1898, siendo autor de proyectos sobre regulación del cobro de derechos de almacenaje y eslingaje portuarios, así como un impuesto sobre los mismos; ampliación de la red de agua corriente de la Capital; creación de sedes del Tiro Federal Argentino, con el que —imitando el ejemplo suizo— se proponía preparar a la población para la defensa del país ante un ataque a su soberanía o a sus instituciones.
En 1898 fue elegido vicegobernador de la provincia de Buenos Aires, como compañero de fórmula del gobernador Bernardo de Irigoyen.
Fue nuevamente elegido diputado nacional en el año 1914, y formó parte de la “Comisión de Casas Baratas”. Dedicó muchas de sus iniciativas a la política sobre petróleo: proyectos de ley de explotación mixta de las reservas fiscales de Comodoro Rivadavia, proyecto de ley de para “Minas de Petróleo” y proyecto de Régimen General de las Minas de Carbón. También promovió la instalación de escuelas experimentales para el cultivo del algodón en los Territorios Nacionales del Chaco y Formosa.

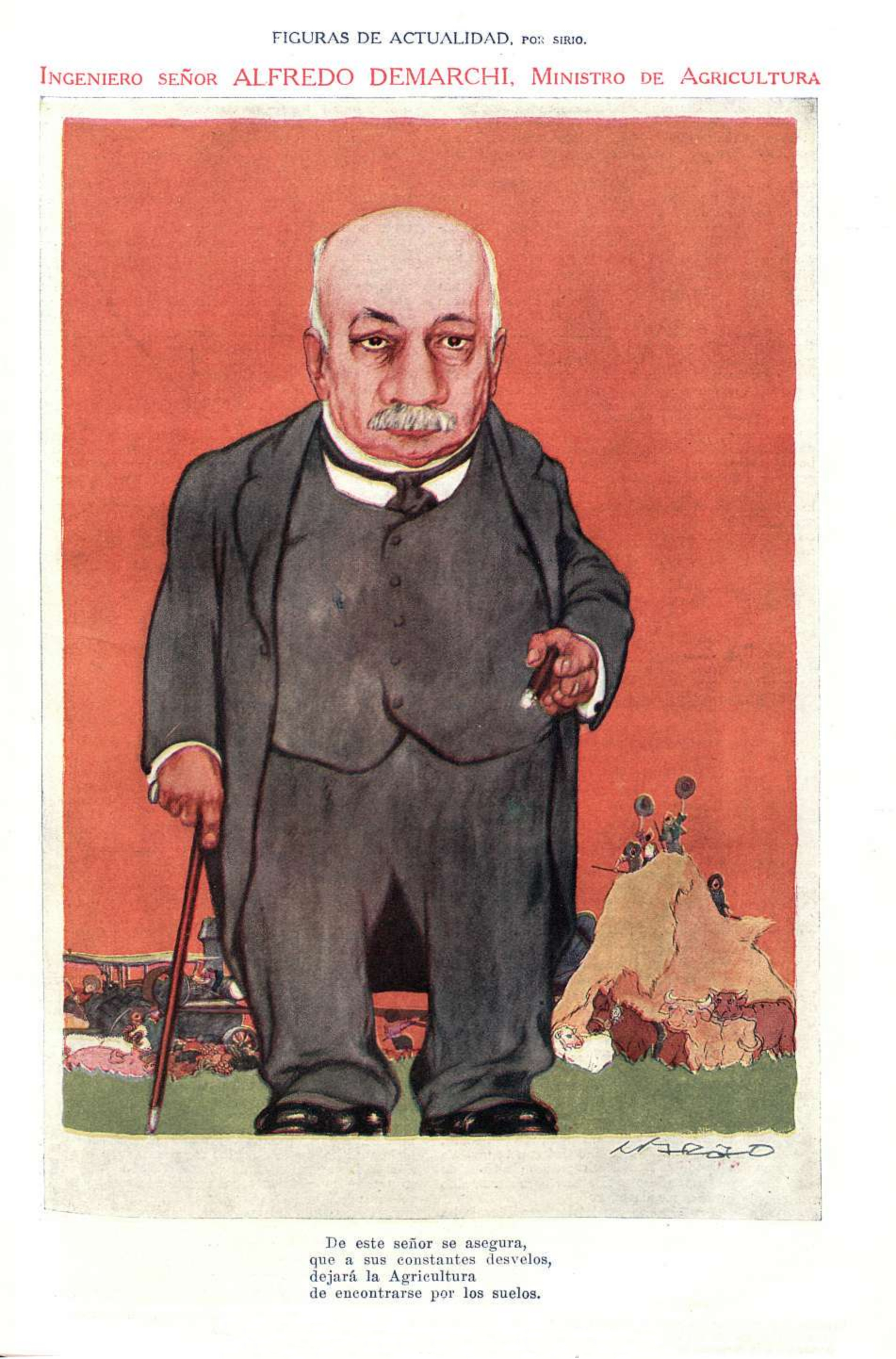
Caricaturizado por Sirio en Caras y Caretas (1918) cuando era ministro de Agricultura

En septiembre de 1918, el presidente Hipólito Yrigoyen lo nombró ministro de Agricultura y Ganadería de la Nación. Entre sus iniciativas estuvieron la organización de la Dirección General de Petróleo de la Nación, dado que —en su opinión— el petróleo argentino no debía ser explotado por el Estado. No obstante, suscribió el proyecto de la creación de la empresa petrolífera estatal YPF del año 1919. Propuso un régimen legal de la exploración y explotación de minas de petróleo, que en parte continuó vigente hasta finales del siglo. Propuso la instalación de una destilería de petróleo en La Plata. Tanto el proyecto de creación de YPF como el de la destilería de La Plata fueron llevados a la práctica inmediatamente después de su paso por el Ministerio.
En lo que respecta a la agricultura y la ganadería propiamente dichas, proyectó la venta de tierras fiscales divididas en parcelas de un tamaño suficiente para sustentar a una familia sin ayuda externa; realizó un censo ganadero nacional, que no se culminó satisfactoriamente; estableció la normativa para las explotación forestal de terrenos fiscales; reorganizó la Defensa Agrícola, cuya principal misión fue el combate de las plagas de langostas.
Presentó su renuncia al cargo en marzo de 1922, en medio de una crisis en la administración de las empresas petroleras públicas en Comodoro Rivadavia y en la Dirección General de Minas.
Terminado el mandato de Yrigoyen, se dedicó exclusivamente a la actividad privada. Falleció en Buenos Aires en agosto de 1937.
La localidad de Alfredo Demarchi (Est. Facundo Quiroga) lleva su nombre en homenaje a este empresario y político, donante de los terrenos en que se edificó la estación del Ferrocarril Oeste de Buenos Aires; a pedido del mismo Demarchi, la estación lleva el nombre de su abuelo, Facundo Quiroga.
La Isla Demarchi, en la ciudad de Buenos Aires, lleva también su nombre en honor de este empresario y de su padre, ya que allí funcionaron algunas de sus empresas.